# SZFK Etar Veliko Trnovo
Az Etar (Bolgárul: Спортен Футболен Клуб Етър Велико Търново) egy bolgár labdarúgócsapat. 2013. július 17-én alapították. Az Ivajlo Stadionban játssza hazai mérkőzését, amely 25 000 fő befogadására alkalmas.

## Sikerei
- Bolgár labdarúgó másodosztály (Second League)
  - Bajnok (1 alkalommal): 2016–17
- Bolgár labdarúgó harmadosztály (Northwestern Third League)
  - Bajnok (1 alkalommal): 2015–16

## Jelenlegi keret
2017. szeptember 15-i állapotnak megfelelően.
| #  |     | Poszt | Név                                                  |
| -- | --- | ----- | ---------------------------------------------------- |
| 1  | BUL | K     | Hriszto Ivanov                                       |
| 4  | BUL | V     | Ivan Szkerlev                                        |
| 5  | BUL | KP    | Georgi Szrmov                                        |
| 6  | BUL | KP    | Dzsihat Kjamil                                       |
| 7  | BUL | KP    | Ivan Vlcsanov                                        |
| 8  | BUL | KP    | Rumen Rumenov                                        |
| 9  | BUL | CS    | Ivan Petkov                                          |
| 10 | BUL | CS    | Todor Kolev                                          |
| 11 | BUL | KP    | Koljo Sztanev                                        |
| 12 | BUL | K     | Kiril Akalszki ()                                    |
| 14 | BUL | V     | Veszelin Minev                                       |
| 15 | BUL | CS    | Braniszlav Botev                                     |
| 16 | BUL | V     | Plamen Glbov (kölcsönben a CSZKA Szofija csapatától) |

| #  |     | Poszt | Név                                                  |
| -- | --- | ----- | ---------------------------------------------------- |
| 17 | BUL | KP    | Csavdar Ivajlov                                      |
| 20 | BUL | KP    | Jani Pehlivanov                                      |
| 21 | BUL | V     | Venciszlav Vaszilev                                  |
| 22 | BUL | KP    | Nikola Kolev (kölcsönben a CSZKA Szofija csapatától) |
| 24 | BUL | V     | Szimeon Ivanov                                       |
| 25 | BUL | V     | Alekszandr Alekszandrov                              |
| 30 | BUL | KP    | Dimo Atanaszov                                       |
| 33 | BUL | K     | Cvetomir Cankov                                      |
| 73 | BUL | CS    | Ivan Sztojanov                                       |
| 88 | BUL | KP    | Jordan Aposztolov                                    |
| 89 | SEN | CS    | Alioune Badará                                       |
| 91 | BUL | CS    | Cvetomir Todorov                                     |
| 92 | BUL | KP    | Erik Pocsanszki                                      |